# Ваилала
Ваилала (уолл. Vailala) — деревня в районе Хихифо в королевстве Увеа на Уоллис и Футуна.

## География
Ваилала находится на северной оконечности района Хихифо острова Увеа в 7,4 км к северо-западу от Мата-Уту, столицы Уоллис и Футуна. Граничит с деревней Ваитупу на востоке. Деревня расположена в равнине.
В деревне есть церковь Chapelle de Vailala.

## Климат
Климат тропический. Средняя температура составляет 23 °C. Самый жаркий месяц — январь, со средней температурой 24 °C. Самый холодный месяц — июнь, со средней температурой 22 °C.
Среднее годовое количество осадков составляет 3383 миллиметра. В октябре выпадает самое большое количество осадков, 427 мм, а в августе наименьшее, — 152 мм.

## Население
По переписи населения 2018 года, в деревне живёт 341 человек.
| Год  | Численность | Численность |
| ---- | ----------- | ----------- |
| 1996 | 698         |             |
| 2003 | 446         |             |
| 2008 | 374         |             |
| 2013 | 369         |             |
| 2018 | 341         |             |